# Мала Коса
45°15′ пн. ш. 15°25′ сх. д. / 45.25° пн. ш. 15.42° сх. д.
Мала Коса (хорв. Mala Kosa) — населений пункт у Хорватії, у Карловацькій жупанії у складі громади Барилович.

## Населення
Населення за даними перепису 2011 року становило 5 осіб.
Динаміка чисельності населення поселення: